# Werner Stelly
Werner Stelly (* 25. Juni 1909 in Cadenberge; † 31. August 1997 in Hamburg) war ein deutscher Politiker. Von 1958 bis zu seinem Rückzug aus der Politik 1971 war er Oberstadtdirektor der Stadt Wuppertal.

## Leben und Wirken
Werner Stelly war seit 1936 im öffentlichen Dienst tätig. Seit 1946 in der Verwaltung der Freien und Hansestadt Hamburg, wo er 1950 Leiter der Rechtsabteilung des Bezirksamtes Harburg wurde. 1954 wurde er zum Leiter des Bezirksamtes für den Bezirk Harburg berufen. Er blieb dort bis 1957 Bezirksleiter.
1958 ließ er sich in Wuppertal zur Wahl des Oberstadtdirektors stellen und forderte somit seinen Vorgänger Dr. Hans Bremme heraus. Nachdem der Stadtrat am 18. Februar 1958 abstimmte, das Ergebnis war eindeutig, er setzte sich mit 27 gegen 13 Stimmen, bei vier Enthaltungen, gegen Bremme durch, wurde er am 4. Februar in seinem Amt vereidigt. In Stellys Dienstzeit fielen unter anderem die Eröffnung des Schauspielhauses und des Kiesbergtunnels. Am 15. März 1967 wurde er zum Vorsitzenden des Finanzausschusses beim Deutschen Städtetag gewählt. Am 30. Juni 1967 wurde er zum Stellvertretenden Vorstandsmitglied im Deutschen Sparkassen- und Giroverband gewählt und vom Präsidium des Deutschen Städtetags dazu ernannt. Am 30. Juni 1971 gab er seinen Rücktritt aus gesundheitlichen Gründen bekannt. Sein Nachfolger wurde Rolf Krumsiek. Er zog nach seiner Wuppertaler Zeit nach Hamburg, wo er am 31. August 1997 verstarb.
Stelly war auch ein angesehener Schriftsteller, der unter anderem die Kurzgeschichtensammlung Jetzt und hier 1948 veröffentlichte, sowie 1947 das Hörspiel Auch eine kleine Stadt.

## Ehrungen
Im Jahr 1971 wurde Werner Stelly der Ehrenring der Stadt Wuppertal verliehen.